# Fenestrobelba monstruosa
Fenestrobelba monstruosa är en kvalsterart som först beskrevs av Balogh och Sandór Mahunka 1980.  Fenestrobelba monstruosa ingår i släktet Fenestrobelba och familjen Suctobelbidae. Inga underarter finns listade i Catalogue of Life.